# チームリキッド
チームリキッド（チーム・リキッド、Team Liquid）は、2000年にオランダで設立されたeスポーツチームである。
2021年時点で、110人以上のプロゲーマーやゲームクリエイターが所属し、120人以上のスタッフを擁する。また、オランダ・ユトレヒト、アメリカ合衆国ロサンゼルス、ブラジル・サンパウロに拠点を有する。